# Альфа (персонаж)
Альфа — вымышленный компьютерный персонаж телесериала «Могучие рейнджеры». Полностью самосознающий искусственный интеллект, являющейся роботом-помощником Могучих Рейнджеров, проживающий на их оперативной базе, в Командном центре, вместе со своим наставником Зордоном. Известен также своей крылатой фразой «Ай-яй-яй!».

## Характеристика и описание
Альфа появляется как повторяющийся второстепенный персонаж в телесериале Могучих Рейнджеров. Его роль заключается в обеспечении коммуникационной поддержки рейнджеров в их миссиях и отвечает за обслуживание командного центра. Он также работает техником Рейнджеров, конструируя оружие, которое они смогут использовать против своих противников. Он наиболее известен своей фирменной фразой «Ай-яй-яй!», которую персонаж обычно произносит, когда он расстроен или взволнован. Первоначальная версия была описана Николасом Мохика из International Business Times как «винтажный вид робота»; его голова имеет форму золотой летающей тарелки, украшенной козырьком, который мигает, когда он говорит. Еще одна визуальная особенность персонажа — перевернутая жёлтая стилизованная молния, похожая на символ молнии Могучих Рейнджеров на его груди. Персонаж изображается наивным и детским по темпераменту и часто ведет себя как суррогатный младший брат Могучих Рейнджеров, желающий провести с ними время.

## Создание и развитие
Ричард Хорвиц, известный как «Ричард Вуд» в телесериале «Могучие рейнджеры», разработал крылатую фразу Альфы, когда сериал находился в разработке. Хорвиц также озвучил преемника Альфы, Альфу 7, в одном из эпизодов о команде красных рейнджеров из разных сезонов, которые сплотились вместе что бы победить злых противников. Роми Дж. Шарф физически изобразила Альфу 5 в 89 эпизодах сериала «Могучие рейнджеры-морфины», а также в специальном выпуске «Волшебного рождественского праздника Альфы». Сэнди Селлнер взяла на себя эту роль в 45 эпизодах 2 и 3 сезонов. Донен Кистлер, который также работал ассистентом продюсера в сериале, взял на себя роль до конца выступлений Альфы 5 в сериале. Кистлер впоследствии сыграл преемницу Альфы 5, Альфу 6, в фильмах «Могучие рейнджеры: Турбо» и «Могучие рейнджеры: В космосе».

## Появление
Могучие рейнджеры (1-3 сезоны)
Альфа 5 дебютировала в первом эпизоде сериала «Могучие рейнджеры-морфины» и обеспечивал роль поддержки главных героев. Хотя он и не участвовал в боевых действиях, Альфа иногда участвовал в прямых боях с силами противника. В «Зеленый со злом: Часть 1» Рита послала Зеленого Рейнджера с промытыми мозгами, чтобы саботировать Командный центр; он вставил зараженный вирусом компакт-диск во внутреннюю работу Альфы, от чего у него начались сильные конвульсии. После того, как Билли восстановил свою схему и удалил вирус, Альфа позже поймал Зеленого Рейнджера в силовом поле, но Рита спасла его, прежде чем Альфа смог раскрыть её личность. В одном из эпизодов Альфа покинул Командный центр по указанию Зордона, чтобы получить волшебный предмет, известный как «Поющая тыква», чтобы отменить заклинание, наложенное на Кимберли и Билли, но столкнулся с патрулем Риты, но в итоге сумел вывести из строя нападавших с помощью своей внутренней защиты и магического сквоша. Во втором сезоне «Могучих рейнджеров-морфинов» Альфа трижды сталкивался с силами лорда Зедда. В «Шантажисте-рейнджере» он пытался помочь маленькому мальчику, потерявшемуся в парке Энджел-Гроув, но на него напал Приматор, монстр-горилла, меняющий форму, который замаскировался под Билли и пытался обманом заставить Альфу отвезти его в Командный центр. Альфа активировал свою последовательность самоуничтожения, чтобы защитить Командный центр, но, похоже, не смог деактивировать, как только Приматор ушел, и это было необходимо Рейнджерам. Позже в этом сезоне он покинул Командный центр, чтобы спасти теперь уже регрессировавших Рейнджеров, которые были пойманы на фотографии монстром Фотомаре после того, как превратились в детей. Пытаясь сделать фотографию, Альфа столкнулся с Фотомаром и Голдаром, но ему удалось заморозить обоих злодеев с помощью своего устройства и сбежать. Ближе к концу сезона, в «Свадьбе», он попал в засаду Финстера и Замазок, когда прогуливался за пределами командного центра. Точно так же, как это сделал Зелёный Рейнджер, Финстер вставил диск в схемы Альфы, но вместо того, чтобы доставить вирус, этот компакт-диск превратил личность Альфы в злого, неприятного мальчишку, который помог Зедду и Рите обманом заманить Рейнджеров в заброшенный театр (и Финстер начал заполняться монстрами). Альфа также отрезал Рейнджеров от Зордона и Громозордов. Когда призывы Зордона прекратить его раздражали, Альфа комично изменила имидж Зордона, прежде чем полностью отключить его. Билли в конце концов удалил диск из Альфы, мгновенно вернув его в нормальное состояние.
В третьем сезоне выяснилось, что Альфа был построен на планете Эденой, расположенной в созвездии Андромеды, королём Лексианом, дедушкой Всадника в маске. Могучие Рейнджеры за исключением больной Кимберли, позже объединяются с Всадником в маске против графа Дрегона и его войск в кроссовере эпизода.
Морские рейнджеры с планеты Аквитар
Первоначально Альфа спасал командный центр от разрушения, обезвредив имплозивный генератор, установленный там Ритой и Голдаром, хотя вторая попытка дуэта оказалась успешной, поскольку им удалось проникнуть в подвал Командного центра и разместить детонационное устройство лорда Зедда. Они обнаружили деактивированные останки Альфы 4, устаревшего предшественника Альфы 5. Впоследствии они поместили один из детонаторов на тело Альфы 4, и Центр позже был разрушен взрывом.
Могучие рейнджеры: Зео
Позже было показано, что Альфа 5 пережил события «Могучих Морфинов-инопланетян-рейнджеров», поскольку выяснилось, что он находится в безопасности на вторичной базе, в Зале Силы. Теперь, при поддержке Билли, Альфа 5 продолжал служить Рейнджерам (теперь Могучим Рейнджерам: Зео), когда они сражались с Империей Машин. Короткая встреча с Зубцами закончилась для Альфы плачевно: его замкнуло из-за удара электрическим током от одного из их копий.
Могучие рейнджеры: Турбо
Когда Зордон отправился на свою родную планету Элтар, Альфа 5 отправился с ним, опечаленный тем, что он оставил Рейнджеров позади себя. Эти два персонажа позже ненадолго вернулись в «Переходе факела», в котором Томми, Адам, Кэт и Таня ушли со своих обязанностей рейнджеров. В этом эпизоде Альфа 5 показан в своем оригинальном теле. Этот эпизод станет его последним появлением во франшизе, поскольку его роль в сериале Могучие Рейнджеры заменена на Альфа 6. В последний раз Альфа 5 упоминался во франшизе как создатель роботизированных версий Турбо Рейнджеров в эпизоде "Робот-рейнджер".

## Оценочные мнения
Альфа 5 отмечен в различных источниках как «любимый» и «милый» комический персонаж франшизы Могучих Рейнджеров. Именитые люди говориои о том, что хотя Альфа 5 выглядел так, будто он был «сделан из любого реквизита, который они могли найти», но по мнению, «нелепая походка персонажа и наклон головы заставляли его чувствовать себя человеком и близким, особенно эти мигающие красные огни в обоих глазаз». Другой именитый человек считает, что внешний вид Альфы 5, напоминающий визор в стиле Джорди Ла Форжа, который загорается всякий раз, когда он говорит, был «очаровательным» и «милым».